# Paul Heilmann-Ducommun
Paul Heilmann-Ducommun (* 3. Juli 1832 in Mülhausen im Elsass; † 11. März 1904 ebenda) war ein Unternehmer und Erfinder.

## Leben
Paul Heilmann war ein Sohn des Erfinders Josua Heilmann. Seine Eltern starben früh: seine Mutter 1839 und sein Vater 1848. Nachdem er in Mülhausen ein Gymnasium besucht hatte, ging er 1848 bei einem dortigen Unternehmen in die kaufmännische Ausbildung. Nach Abschluss einer dreijährigen Lehrzeit wurde Heilmann von seinem Ausbildungsbetrieb zunächst für anderthalb Jahre nach Rouen entsandt, danach für ein Jahr nach Liverpool. In den drei folgenden Jahren versuchte er vergeblich, eine Erfindung seines Vaters technisch umzusetzen.
1856 heiratete Heilmann Cäcilie Ducommun, die Tochter eines Maschinenfabrikanten. Nach dessen Ausscheiden aus dem Unternehmen wurden er und sein Schwager Teilhaber. Nach dem Tod seines Schwagers trat er in das Unternehmen V. Steinlein ein, das er zusammen mit dem bisherigen Inhaber bis 1888 leitete. Zur Verwertung einer von ihm erfundenen Kämmmaschine gründete er ein Unternehmen, das später unter dem Namen Heilmann, Koechlin, Schmidt & Cie. firmierte, und wurde einer von dessen Leitern. Als das Unternehmen seines Schwiegervaters 1892 in eine Aktiengesellschaft umgewandelt wurde, wurde er vom Verwaltungsrat in den Vorstand gewählt.
Heilmann-Ducommun saß von 1865 bis 1871 im Gemeinderat seiner Heimatkommune. Von 1872 bis 1902 war er Mitglied der Mülhauser Handelskammer. 1888 wurde er zum Präsidenten der Mülhauser Gesellschaft zur Erbauung von Arbeiterwohnung ernannt. Diese Position hatte er bis zu seinem Tod inne. Ab 1900 war Heilmann-Ducommun Mitglied des Vereins Deutscher Ingenieure (VDI).
Ebenso wie seine Frau, mit der er 40 Jahre lang verheiratet war, starben die drei gemeinsamen Töchter vor ihm. Ihm verblieben aber fünf Enkelkinder.